# Старо-Щедринское сельское поселение
Старо-Щедринское се́льское поселе́ние — муниципальное образование в Шелковском районе Чечни Российской Федерации.
Административный центр — станица Старо-Щедринская.

## История
Статус и границы сельского поселения установлены Законом Чеченской Республики от 14 июля 2008 года № 42-РЗ «Об образовании муниципального образования Шелковской район и муниципальных образований, входящих в его состав, установлении их границ и наделении их соответствующим статусом муниципального района и сельского поселения».

## Население
| 2010  | 2012  | 2013  | 2014  | 2015  | 2016  | 2017  |
| ----- | ----- | ----- | ----- | ----- | ----- | ----- |
| 2173  | ↗2232 | ↗2318 | ↗2387 | ↗2460 | ↗2480 | ↗2509 |
| 2018  | 2019  | 2020  | 2021  | 2023  | 2024  |       |
| ↗2581 | ↗2629 | ↗2646 | ↘2567 | ↗2609 | ↗2638 |       |

## Состав сельского поселения
| № | Населённый пункт | Тип населённого пункта | Население |
| - | ---------------- | ---------------------- | --------- |
| 1 | Старо-Щедринская | станица                | ↗2638     |